# آرتور ژمیفسکی
آرتور ژِمیفسکی (لهستانی: Artur Żmijewski؛ زادهٔ ۱۰ آوریل ۱۹۶۶) بازیگر اهل لهستان است.
از فیلم‌ها یا برنامه‌های تلویزیونی که وی در آن نقش داشته است، می‌توان به خبرچینان – پدران و دختران، خبرچینان، در بادیه و بیابان، خون بی‌گناه، خیوکا، ما همه مسیح هستیم، در خوشی و سختی، تلخ و شیرین، فرار، وضعیت تملک، درهم‌شکستن محدودیت‌ها، حوزه استحفاظی ۱۳، کارول: مردی که پاپ شد، پدر متیو، کاتین، دوچرخه پدرم و قضاوت درباره فراچیشکا کووسا اشاره کرد.